# Бесцветные зелёные идеи яростно спят
«Бесцве́тные зелёные иде́и я́ростно спят» (англ. Colorless green ideas sleep furiously) — пример, использованный Ноамом Хомским в книге «Синтаксические структуры» для демонстрации неэквивалентности понятий «грамматичность» и «осмысленность». Хомский, сравнивая данное предложение с другим, построенным не в соответствии с правилами английской грамматики, писал:

…Понятие «грамматически правильный» не может отождествляться с понятиями «осмысленный», «значимый» в каком бы то ни было семантическом смысле. Данные ниже предложения (1) и (2) равно бессмысленны, но любой носитель английского языка назовёт грамматически правильным лишь первое.
(1) Colorless green ideas sleep furiously.
     «Бесцветные зелёные мысли яростно спят».
(2) Furiously sleep ideas green colorless.
Оригинальный текст (англ.)…The notion "grammatical" cannot be identified with "meaningful" or "significant" in any semantic sense. Sentences (1) and (2) are equally nonsensical, but any speaker of English will recognize that only the former is grammatical.
(1) Colorless green ideas sleep furiously.
(2) Furiously sleep ideas green colorless.

## Анализ предложения
Интерпретация Хомского была позднее оспорена Р. О. Якобсоном, призвавшим не смешивать бытийную нереальность с отсутствием семантической значимости и показавшим, что грамматически корректное предложение может быть прочитано как семантически значимое:

…Анализируя предложение «Бесцветные зелёные идеи яростно спят», рассматриваемое Хомским как образец бессмысленного высказывания, мы выявляем в нём имеющий форму множественного числа топик «идеи», о котором говорится, что он находится в состоянии «сна»; оба члена имеют определения: «идеи» характеризуются как «бесцветные зелёные», а «сон» — как «яростный». Указанные грамматические отношения создают осмысленное предложение, для которого возможна проверка истинности: существуют или нет такие вещи, как «бесцветное зелёное», «зелёные идеи», «сонные идеи» или «яростный сон»? «Бесцветное зелёное» — это синонимическое выражение для «бледно-зелёное», имеющее как явный оксюморон лёгкий юмористический оттенок. Эпитет «зелёное» при слове «идеи» — это метафора, напоминающая знаменитую строку Эндрю Марвелла «Green thought in a green shade» ('Зелёная мысль в зелёной тени') или Льва Толстого «Всё тот же ужас красный, белый, квадратный», а также русскую идиому «тоска зелёная». В фигуральном смысле глагол «спать» означает 'быть в состоянии, похожем на сон, быть инертным, онемелым, апатичным и т. д.'; ведь говорят, например, his hatred never slept (букв. 'его ненависть никогда не спала'). Почему же тогда не могут чьи-нибудь идеи впасть в сон? И наконец, почему нельзя рассматривать слово «яростно» как эмфатический синоним слова «крепко»?

И. М. Кобозева, обращаясь к примеру Хомского, указывает на наличие в его содержании семантической аномальности двух типов:
- логического противоречия, состоящего в приписывании объекту мысли несовместимых признаков;
- бессмыслицы, источником которой является категориальная несовместимость — приписывание объекту одного типа (в частности, мысли) свойства, присущего объектам, относящимся к другому типу (спать).

## Влияние

Предложение Colorless green ideas sleep furiously в представлении X'-теории

Войдя в научный обиход, пример Хомского неоднократно цитировался в лингвистической литературе, в том числе русскоязычной. Кроме того, он послужил заглавием одной из публикаций Л. Г. Степановой.